# غشاء جنبي
غشاء الجَنَب أو الغشاء الجَنَبي أو غشاء البلورا أو غشاء الرئة المصلي هو غشاء مصلي مزدوج يأخذ شكل كيس يُغلف الرئة ويلتحم بالتجويف الصدري، ويتكون من غشاء الجنب الحشوي هو غشاء داخلي دقيق يغطي سطح كل رئة (النسيج الحشوي) وينغمس في الشقوق الموجودة بين فصوص الرئة. وغشاء الجنب الجداري هو غشاء خارجي يلتحم بالسطح الداخلي للتجويف الصدري ويستمد تغذيته العصبية من الأعصاب البين ضلعية والعصب الحجابي. يفصل غشاء الجنب التجويف الجنبي عن المنصف.
وتُسمي المساحة الموجودة بين الغشائين الحشوي (الداخلي) والجداري (الخارجي) بالتجويف الجنبي وتحتوي على سائل بسيط يعمل كمشحم لتقليل الاحتكاك بين الغشائين خلال عملية التنفس. 

## التركيب

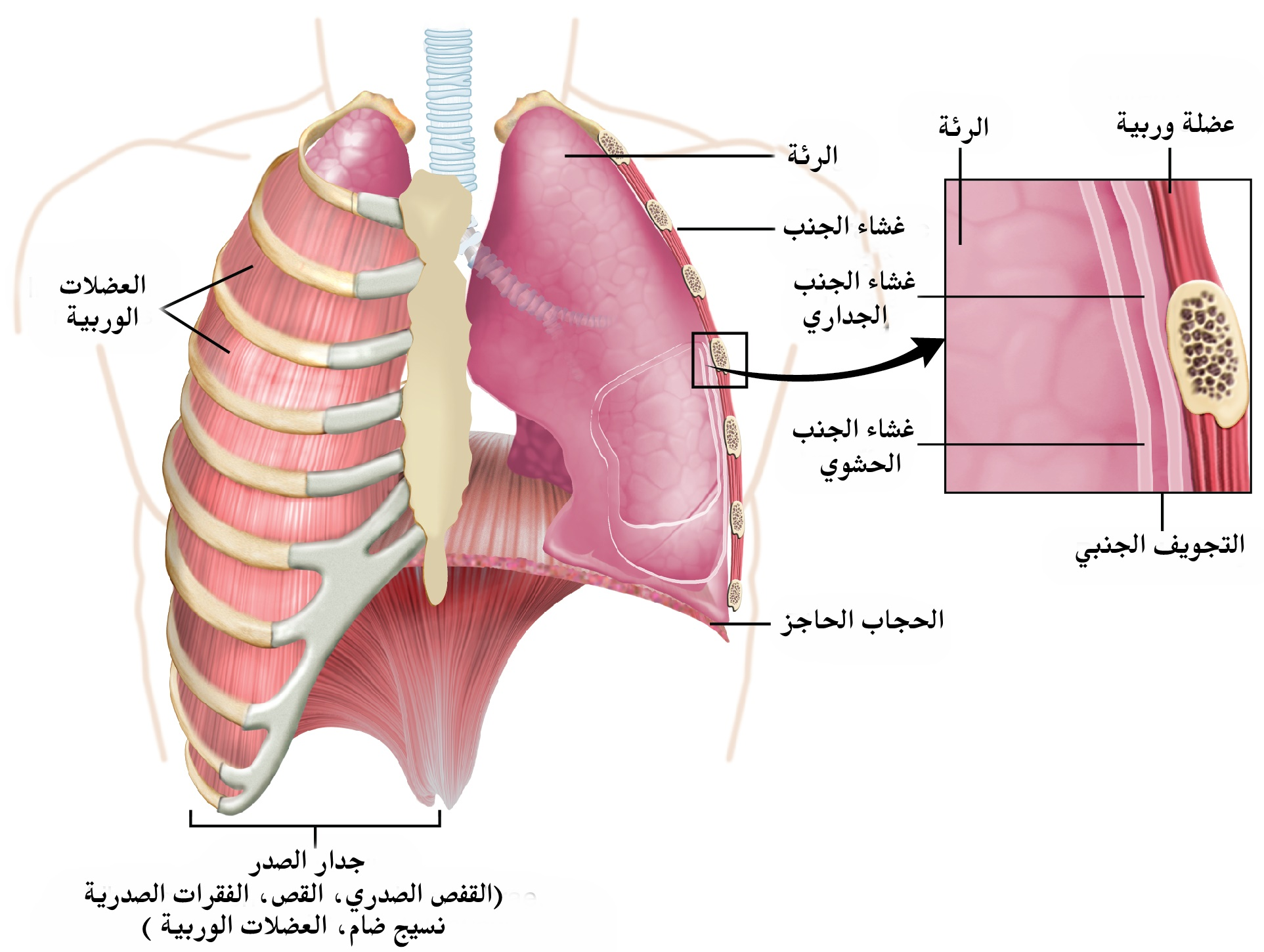
تفصيل للرئة يُظهر غشاء الجنب

يأخذ غشاء الجنب الحشوي شكل غشاء مصلي دقيق يغطي أسطح الرئتين وينغمس بعمق في الشقوق الفاصلة بين فصوص الرئة.
أما غشاء الجنب الجداري فهو غشاء خارجي يبطن السطح الداخلي للتجويف الصدري، كما يُبطن السطح العلوي للحجاب وينعكس على التراكيب الموجودة داخل منتصف القفص الصدري. كما أنه يفصل التجويف الجنبي عن المنصف.
يتمايز غشاء الجنب الجداري إلى مناطق تتماشى مع موقع القفص الصدري. فمثلا «غشاء الجنب الجداري العنقي» (أو «قبة غشاء الجنب») ويوجد في منطقة الفقرات العنقية التي تمتد من قاعدة الرئة إلى الرقبة. و«غشاء الجنب الجداري الضلعي» ويبطن الأسطح الداخلية للضلوع والعضلات البين ضلعية ويُفصل عنها من خلال اللفافة الداخلية.
يوجد بين الغشائين مساحة تُعرف بالتجويف الجنبي، وتحتوي على سائل تشحيم لتقليل الاحتكاك بين الغشائين أثناء التنفس.

### الإمداد العصبي
يستمد غشاء الجنب الجداري تغذيته العصبية من الأعصاب البين ضلعية والعصب الحجابي، حيث يستمد جزء غشاء الجنب الجداري الضلعي تغذيته العصبية من الأعصاب البين ضلعية المجاورة له، في حين أن الجزء البطني الواقع فوق الحجاب الحاجز يستمد تغذيته العصبية من العصب الحجابى في الجزء المركزي منه ومن الأعصاب البين ضلعية في الجزء الطرفي منه.

## الوظيفة
يخلق انقباض الحجاب الحاجز ضغطًا سلبيًا داخل التجويف الجنبي الذي يدفع الرئتين للتمدد مما يؤدي إلى الشهيق النشط. يمكن أن تزداد قوة عملية التنفس هذه من خلال انقباض العضلات البين ضلعية الظاهرة التي تجبر القفص الصدري على التمدد أكثر وتزيد الضغط السلبي في التجويف الجنبي أكثر مما يؤدي إلى ملء الرئتين بالهواء. ويوفر السائل الموجود في التجويف الجنبي وظيفة تشحيم وامتصاص صدمات أثناء التنفس.

## الأهمية السريرية
ذات الجنب هي حالة تتمثل في التهاب غشاء الجنب.
يمكن أن تؤدي ذات الجنب إلى حالة من تراكم السوائل في التجويف الجنبي تُعرف باسم الانصباب الجنبي، والذي يمكن أن يحدث أيضا نتيجة أسباب أخرى.